# I-divisioona 2017
La I-divisioona 2017 è la 35ª edizione del campionato di football americano di secondo livello, organizzato dalla SAJL.

## Squadre partecipanti
| Club                | Città     | Stadio | Sponsor ufficiale | Risultato nella stagione 2016 |
| ------------------- | --------- | ------ | ----------------- | ----------------------------- |
| East City Giants    | Helsinki  |        |                   |                               |
| Helsinki Wolverines | Helsinki  |        |                   |                               |
| Jyväskylä Jaguaarit | Jyväskylä |        |                   |                               |
| Kouvola Indians     | Kouvola   |        |                   |                               |
| Kuopio Steelers     | Kuopio    |        |                   |                               |

## Stagione regolare

### Calendario

#### 1ª giornata
| Helsinki 4 giugno 2017, ore 14:00 | Helsinki Wolverines | 35 – 27 (7-0 14-13 7-0 7-14) referto | Kuopio Steelers | Brahenkenttä (250 spett.)\| Arbitro: \| P. Hautala \| |
| Arbitro:                          | P. Hautala          |                                      |                 |                                                       |

| Jyväskylä 4 giugno 2017, ore 17:00 | Jyväskylä Jaguaarit | 35 – 6 (7-0 21-0 7-0 0-6) referto | Kouvola Indians | Viitaniemen liikuntapuisto (212 spett.)\| Arbitro: \| Lehtinen \| |
| Arbitro:                           | Lehtinen            |                                   |                 |                                                                   |

#### 2ª giornata
| Helsinki 11 giugno 2017, ore 16:00 | East City Giants | 35 – 34 (7-7 7-14 7-7 14-6) referto | Jyväskylä Jaguaarit | Velodromo di Helsinki (257 spett.)\| Arbitro: \| M. Makarainen \| |
| Arbitro:                           | M. Makarainen    |                                     |                     |                                                                   |

| Kouvola 12 giugno 2017, ore 19:00 | Kouvola Indians | 0 – 70 (0-22 0-20 0-14 0-14) referto | Helsinki Wolverines | Kuusankosken urheilupuisto\| Arbitro: \| Lehtinen \| |
| Arbitro:                          | Lehtinen        |                                      |                     |                                                      |

#### 3ª giornata
| Helsinki 17 giugno 2017, ore 17:00 | East City Giants | 32 – 20 (6-6 12-7 7-0 7-7) referto | Kouvola Indians | Velodromo di Helsinki (130 spett.)\| Arbitro: \| Tahtinen \| |
| Arbitro:                           | Tahtinen         |                                    |                 |                                                              |

| Kuopio 18 giugno 2017, ore 16:00 | Kuopio Steelers | 46 – 14 (20-0 14-0 12-8 0-6) referto | Jyväskylä Jaguaarit | Väinölänniemen stadion (345 spett.)\| Arbitro: \| V. Lamminsalo \| |
| Arbitro:                         | V. Lamminsalo   |                                      |                     |                                                                    |

#### 4ª giornata
| Kuopio 2 luglio 2017, ore 16:00 | Kuopio Steelers | 51 – 26 (10-7 21-13 7-0 13-6) referto | East City Giants | Väinölänniemen stadion (428 spett.)\| Arbitro: \| M. Makarainen \| |
| Arbitro:                        | M. Makarainen   |                                       |                  |                                                                    |

| Jyväskylä 2 luglio 2017, ore 17:00 | Jyväskylä Jaguaarit | 19 – 69 (0-14 7-21 6-13 6-21) referto | Helsinki Wolverines | Viitaniemen liikuntapuisto |

#### 5ª giornata
| Helsinki 7 luglio 2017, ore 18:34 | Helsinki Wolverines | 65 – 14 (21-0 16-7 20-7 8-0) referto | East City Giants | Brahenkenttä (562 spett.)\| Arbitro: \| M. Makarainen \| |
| Arbitro:                          | M. Makarainen       |                                      |                  |                                                          |

| Kouvola 8 luglio 2017, ore 14:00 | Kouvola Indians | 7 – 56 (0-21 0-14 7-6 0-15) referto | Kuopio Steelers | Kuusankosken urheilupuisto\| Arbitro: \| Lahtinen \| |
| Arbitro:                         | Lahtinen        |                                     |                 |                                                      |

#### 6ª giornata
| Kouvola 15 luglio 2017, ore 14:00 | Kouvola Indians | 0 – 17 (0-3 0-7 0-7 0-0) referto | Jyväskylä Jaguaarit | Kuusankosken urheilupuisto |

| Kuopio 16 luglio 2017, ore 16:00 | Kuopio Steelers | 69 – 27 (13-0 28-21 14-6 14-0) referto | Helsinki Wolverines | Väinölänniemen stadion (473 spett.)\| Arbitro: \| J. Forsberg \| |
| Arbitro:                         | J. Forsberg     |                                        |                     |                                                                  |

#### 7ª giornata
| Pieksämäki 22 luglio 2017, ore 18:00 | Jyväskylä Jaguaarit | 7 – 13 (0-7 7-0 0-0 0-6) referto | East City Giants | Keskuskenttä (137 spett.)\| Arbitro: \| Parkkali \| |
| Arbitro:                             | Parkkali            |                                  |                  |                                                     |

| Helsinki 24 luglio 2017, ore 19:00 | Helsinki Wolverines | 56 – 0 (14-0 14-0 14-0 14-0) referto | Kouvola Indians | Brahenkenttä (170 spett.)\| Arbitro: \| Lehtinen \| |
| Arbitro:                           | Lehtinen            |                                      |                 |                                                     |

#### 8ª giornata
| Jyväskylä 29 luglio 2017, ore 17:00 | Jyväskylä Jaguaarit | 13 – 42 (0-13 7-8 0-21 6-0) referto | Kuopio Steelers | Viitaniemen liikuntapuisto (175 spett.)\| Arbitro: \| V. Lamminsalo \| |
| Arbitro:                            | V. Lamminsalo       |                                     |                 |                                                                        |

| Kouvola 31 luglio 2017, ore 18:30 | Kouvola Indians | 19 – 47 (0-13 6-0 0-14 14-20) referto | East City Giants | Kuusankosken urheilupuisto (164 spett.)\| Arbitro: \| M. Makarainen \| |
| Arbitro:                          | M. Makarainen   |                                       |                  |                                                                        |

#### 9ª giornata
| Helsinki 5 agosto 2017, ore 12:00 | Helsinki Wolverines | 49 – 0 (0-0 21-0 21-0 7-0) referto | Jyväskylä Jaguaarit | Brahenkenttä (160 spett.)\| Arbitro: \| Lehtinen \| |
| Arbitro:                          | Lehtinen            |                                    |                     |                                                     |

| Helsinki 5 agosto 2017, ore 16:00 | East City Giants | 20 – 71 (0-25 7-20 7-13 6-13) referto | Kuopio Steelers | Velodromo di Helsinki (96 spett.)\| Arbitro: \| M. Makarainen \| |
| Arbitro:                          | M. Makarainen    |                                       |                 |                                                                  |

#### 10ª giornata
| Helsinki 12 agosto 2017, ore 16:00 | East City Giants | 20 – 66 (0-14 13-21 7-28 0-3) referto | Helsinki Wolverines | Velodromo di Helsinki (86 spett.)\| Arbitro: \| K. Kivimaa \| |
| Arbitro:                           | K. Kivimaa       |                                       |                     |                                                               |

| Kuopio 12 agosto 2017, ore 16:00 | Kuopio Steelers | 62 – 0 (7-0 20-0 21-0 14-0) referto | Jyväskylä Jaguaarit | Väinölänniemen stadion (303 spett.)\| Arbitro: \| A. Anttila \| |
| Arbitro:                         | A. Anttila      |                                     |                     |                                                                 |

### Classifica
La classifica della regular season è la seguente:
- PCT = percentuale di vittorie, G = partite giocate, V = partite vinte,  P = partite perse, PF = punti fatti, PS = punti subiti

| Pos. | Squadra             | PCT  | G | V | N | P | PF  | PS  |
| ---- | ------------------- | ---- | - | - | - | - | --- | --- |
| 1    | Kuopio Steelers     | .875 | 8 | 7 | 0 | 1 | 424 | 142 |
| 2    | Helsinki Wolverines | .875 | 8 | 7 | 0 | 1 | 436 | 149 |
| 3    | East City Giants    | .500 | 8 | 4 | 0 | 4 | 207 | 333 |
| 4    | Jyväskylä Jaguaarit | .250 | 8 | 2 | 0 | 6 | 139 | 260 |
| 5    | Kouvola Indians     | .000 | 8 | 0 | 0 | 8 | 52  | 374 |

## Playoff e playout

### Tabellone
|  | Semifinali | Semifinali          | Semifinali |                     |    | XXXIII Spagettimalja | XXXIII Spagettimalja | XXXIII Spagettimalja |  |
|  |            |                     |            |                     |    |                      |                      |                      |  |
|  | 1          | Kuopio Steelers     | 91         |                     |    |                      |                      |                      |  |
|  | 1          | Kuopio Steelers     | 91         |                     |    |                      |                      |                      |  |
|  | 4          | Jyväskylä Jaguaarit | 0          |                     |    |                      |                      |                      |  |
|  | 4          | Jyväskylä Jaguaarit | 0          |                     | 1  | Kuopio Steelers      | 70                   |                      |  |
|  |            |                     |            |                     | 1  | Kuopio Steelers      | 70                   |                      |  |
|  |            |                     | 2          | Helsinki Wolverines | 46 |                      |                      |                      |  |
|  | 3          | East City Giants    | 2          | Helsinki Wolverines | 46 | 0                    |                      |                      |  |
|  | 3          | East City Giants    |            |                     |    |                      |                      |                      |  |
|  | 2          | Helsinki Wolverines | 42         |                     |    |                      |                      |                      |  |

### Semifinali
| Helsinki 19 agosto 2017, ore 15:00 | Helsinki Wolverines | 42 – 0 (7-0 21-0 14-0 0-0) referto | East City Giants | Brahenkenttä (580 spett.)\| Arbitro: \| P. Hautala \| |
| Arbitro:                           | P. Hautala          |                                    |                  |                                                       |

| Kuopio 20 agosto 2017, ore 16:00 | Kuopio Steelers | 91 – 0 (21-0 28-0 28-0 14-0) referto | Jyväskylä Jaguaarit | Väinölänniemen stadion (442 spett.)\| Arbitro: \| M. Immonen \| |
| Arbitro:                         | M. Immonen      |                                      |                     |                                                                 |

### XXXIII Spagettimalja
| Kuopio 2 settembre 2017, ore 16:00 | Kuopio Steelers | 70 – 46 (21-7 14-10 21-7 14-22) referto | Helsinki Wolverines | Väinölänniemen stadion (1354 spett.)\| Arbitro: \| M. Makarainen \| |
| Arbitro:                           | M. Makarainen   |                                         |                     |                                                                     |

## Verdetti
- Kuopio Steelers Vincitori dello Spagettimalja 2017